# Rubén Da Silva
Rúben Fernando da Silva Echeverrito (Montevideo, Uruguay, 11 de abril de 1968) es un exjugador y entrenador de fútbol uruguayo que jugaba en la posición de delantero. Jugó en diferentes equipos de Uruguay, Argentina, España, Italia y México. Fue dos veces goleador de la Primera División de Argentina, en 1993 y 1997, jugando para Rosario Central, con el cual ganó la Copa Conmebol 1995 y fue también el máximo artillero del torneo. Su apodo, "Polillita", se debe a que es el hermano menor del también exjugador y actual entrenador Jorge da Silva, apodado "El Polilla".

## Biografía
En el año 1981 practicaba en Defensor Sporting, cuando solicitó a sus padres que lo llevaran a practicar a Peñarol, y así sucedió de hecho.
Continuó su carrera en 1986 en el equipo de Danubio de la Primera división uruguaya. En 1988 contribuyó con 23 goles para que el equipo gane el título de liga por primera vez en su historia. Ese año, finalizó como goleador del campeonato.
En 1989 fue transferido a uno de los grandes de la Argentina: River Plate donde fue parte del equipo que ganó la liga argentina de la temporada 1989-1990.
Sus goles hicieron que Da Silva fuera transferido a Italia en 1991 donde jugó sin mucho éxito para el U.S. Cremonese. Al año siguiente, retornó a River Plate, donde consiguió ser el goleador en el Torneo Clausura de 1993. Este logro, le valió una segunda oportunidad en el fútbol europeo, ya que fichó por el CD Logroñés de España en junio de aquel año. 
En 1994 Da Silva retornó a Argentina para jugar en el equipo de Boca Juniors, el clásico histórico de River Plate. En el conjunto xeneize no tuvo grandes resultados, por lo que fue puesto como "transferible" en 1995.
Ese año, Da Silva deja a Boca para fichar por otro grande de Argentina, el Club Atlético Rosario Central, donde con sus goles y experiencia, ayudó a conquistar la Copa Conmebol; el primer título internacional oficial en la historia de aquel club. El "polillita" señaló 4 tantos en aquella edición de la Copa Conmebol, e incluso marcó uno en la final ante el Atlético Mineiro de Brasil.
Unos años más tarde, repitió el hecho de ser el máximo goleador del fútbol argentino, cuando logró 15 tantos en el Torneo Apertura 1997.
Sus buenas actuaciones en el club rosarino le valieron una nueva transferencia en su carrera. Da Silva pasó en 1998 al Tecos de Guadalajara de México, para dos años después, retornar a Uruguay para jugar en el Club Nacional de Football. Con Nacional, ganó la liga uruguaya en 2000. Luego, Da Silva retornó a su primer club, Danubio, en donde se retiró 2004, luego de ayudar al club a obtener el título de liga de ese mismo año.

## Clubes

### Como jugador
| Club            | País      | Año       |
| --------------- | --------- | --------- |
| Danubio         | Uruguay   | 1986-1989 |
| River Plate     | Argentina | 1989-1991 |
| Cremonese       | Italia    | 1991      |
| Logroñés        | España    | 1991-1992 |
| River Plate     | Argentina | 1992-1993 |
| Boca Juniors    | Argentina | 1993-1995 |
| Rosario Central | Argentina | 1995-1998 |
| UAG Tecos       | México    | 1998-2000 |
| Nacional        | Uruguay   | 2000-2001 |
| Danubio         | Uruguay   | 2001-2004 |

### Como entrenador
| Club             | País        | Año       |
| ---------------- | ----------- | --------- |
| El Tanque Sisley | Uruguay     | 2011      |
| CA Progreso      | Uruguay     | 2014-2015 |
| Santa Tecla FC   | El Salvador | 2018      |
| Sonsonate FC     | El Salvador | 2019-2021 |
| Santa Tecla FC   | El Salvador | 2021      |
| 11 Deportivo     | El Salvador | 2022      |
| Meluca FC        | Honduras    | 2025-     |

## Palmarés

### Campeonatos nacionales
| Título              | Club        | País      | Año     |
| ------------------- | ----------- | --------- | ------- |
| Campeonato Uruguayo | Danubio     | Uruguay   | 1988    |
| Primera División    | River Plate | Argentina | 1989/90 |
| Campeonato Uruguayo | Nacional    | Uruguay   | 2000    |
| Campeonato Uruguayo | Danubio     | Uruguay   | 2004    |

### Copas internacionales
| Título        | Equipo             | Sede    | Año  |
| ------------- | ------------------ | ------- | ---- |
| Copa América  | Selección uruguaya | Uruguay | 1995 |
| Copa Conmebol | Rosario Central    | Rosario | 1995 |

### Distinciones individuales
| Distinción                                | Año  |
| ----------------------------------------- | ---- |
| Goleador de la Primera división uruguaya  | 1988 |
| Goleador de la Primera división argentina | 1993 |
| Goleador de la Copa Conmebol              | 1995 |
| Goleador de la Primera división argentina | 1997 |

- Datos: Q2733780